# ノヴォ・メスト
ノヴォ・メスト（スロベニア語: Novo Mesto、ドイツ語: Neustadtl,Ruodolphswert）はスロベニア南東部の都市およびそれを中心とした基礎自治体で、歴史的にドレンスカ地方の経済、文化の中心都市である。ノヴォ・メストは南東スロベニア地域に含まれ、自治体の面積は298.5平方kmありクルカ川のしゅう曲した部分に位置する。

## 歴史
ノヴォ・メストの地名は「新しい町」を意味し、先史時代より人の生活の跡が残されている。ノヴォ・メストでもっとも重要な考古学的発見はハルシュタット文化の跡で、ノヴォ・メストは「シトゥラの町」と呼ばれている。シトゥラ（Situlas） (en) はラテン語で籠や器を意味し、この地域では多くのシトゥラと呼ばれる容器が発見されている。
クルカ川を下った所にあるグラーベン城（Graben ）をグラーベン・フォン・シュタイン家 (en) が代々中心としており、1170年に最初に言及されている。町自体はハプスブルク家の大公ルドルフ4世が1365年4月7日にルドルフスヴェルト（Ruodolphswert,Rudolfovo）として成立させた。市の紋章にはこのルドルフ4世が描かれている。
ハプスブルクはカルニオラ辺境伯 (en) を統治していたルートヴィヒ4世から1335年に譲り受け、1364年にルドルフはカルニオラ公国 (en) の創設者として宣言している。
第一次世界大戦に続いて、オーストリア＝ハンガリー帝国が解体しユーゴスラビア王国となる。ノヴォ・メストの名は町が創設されて以来、非公式ながら知られていたがユーゴスラビア王国になると町の名称は公式名称となった。第二次世界大戦中、町はナチス・ドイツやイタリア王国の間でやり取りが行われ最終的にはドイツのものとなった。
1958年、ユーゴスラビア社会主義連邦共和国の手により兄弟愛と統一道路が建設されスロベニアの首都リュブリャナとクロアチアのザグレブなどが結ばれ、ノヴォ・メストにも通るようになった。この道路はその後、近代的な高速道路が平行して整備されA2ハイウェーとなり、今日の欧州自動車道路70号線（E70）の一部を構成している。幹線道路の整備によりユーゴスラビアやスロベニアの他地域と結ばれ地域の拠点として成長し始めた。

## 経済
今日ではノヴォ・メストを含めスロベニアでは観光客が増加している。クルカ川流域はワインの名産地として知られるようになり、愛好者がドレンスカ地方を訪れる。シヴィチェク は地元産の何種類かのワインをブレンドし生成している。

## 交通
道路
-  A2
  - リュブリャナ-ノヴォ・メスト-(国境)-ザグレブ

-  国道105号

鉄道
- ノヴォ・メスト駅 - リュブリャナ - メトリカ線

## 文化
2006年4月7日にノヴォ・メストはリュブリャナ大司教管区の属司教区となるノヴォ・メスト教区となった。メインとなる教会はミラのニコラオスを献じもともとゴシック様式であった教会の建物はバロック様式に17世紀に改築されている。

## 姉妹都市
- トルン、（ポーランド）
- ランゲンハーゲン  ( ドイツ)
- ヴィラフランカ＝デル＝ペネデス ( スペイン)
- ビハチ ( ボスニア・ヘルツェゴビナ)
- ブレシア県 ( イタリア)
- レスコヴァツ ( セルビア)
- ヴルシャツ ( セルビア)
- ヘルツェグ・ノヴィ ( モンテネグロ )[5]

## ゆかりの人物
- バーバラ・イエリッチ - バレーボール選手
- ゴラズド・シュタンゲリ - 元自転車競技選手
- ヤネス・ブライコヴィッチ - 自転車競技選手
- ドメン・ノヴァーク - 自転車競技選手
- メラニア・トランプ -  モデル、ドナルド・トランプ第45代アメリカ合衆国大統領夫人